# 水 (姓)
水（すい）は、漢姓の一つ。

## 中国の姓
2020年の中華人民共和国の統計では人数順の上位100姓に入っておらず、台湾の2018年の統計では459番目に多い姓で、177人がいる。

### 著名な人物
- 水藍（英語版） - 指揮者。
- 水均益（中国語版） - 中国中央テレビの記者、ニュースキャスター。

## 朝鮮の姓
水（すい、ス、朝: 수）は、朝鮮人の姓の一つである。2015年の韓国の国勢調査による人口は8人。

### 氏族
| 氏族（地域） | 創始者 | 割合 (%) （2000年） |
| ------------ | ------ | ------------------- |
| 江陵水氏     |        |                     |
| 江南水氏     |        |                     |